# ويليام بولوك (مخترع)
ويليام بولوك (بالإنجليزية: William Bullock)‏ هو مخترع أمريكي، ولد في 1813 في نيويورك في الولايات المتحدة، وتوفي في 12 أبريل 1867 في بيتسبرغ في الولايات المتحدة بسبب غنغرينا ونزف.

## وصلات خارجية
- ويليام بولوك على موقع الموسوعة البريطانية (الإنجليزية)